# Аристокрация
 Тази статия е за социалната класа.  За формата на управление вижте Аристокрация (форма на управление).  
Аристокрация (от гръцки: ἀριστεύς, благороден произход, елит, и κράτος, власт, могъщество) или благородничество, или благородство, или дворянство представлява най-висшето привилегировано съсловие в държава с монархическо устройство.
Дворяните са хора, които принадлежат към двора (дворцовия апарат) на един монарх; т. е. придворни; имащи достъп до монарха. Според техния ранг, изразен чрез титли, гербове и пр., се определят функциите и правомощията им в управлението на страната. В съсловната структура на средновековния Запад аристокрацията е второто съсловие, което се състои от нисша и висша аристокрация. Нисшата е съставена от рицарите, които се обединяват в рицарски ордени. Оформят свой рицарски кодекс на честта, рицарска литература и куртоазия. Тяхната функция е да защитават държавата. Към висшата аристокрация принадлежат крале, барони, херцози, графове и пр. Тяхната функция е да управляват обществото.
В „Сборника на законите на Руската империя“ се казва, че принадлежността към дворянското съсловие е „следствие, произтичащо от качествата и добродетелите на управляващите в древността мъже, отличили се със заслуги, а превръщайки самата служба в заслуга, са придобили за своето потомство названието благородни. Под благородни се разбират всички онези, които са родени от благородни предци, или са дарени с това достойнство от монарсите“. Съответно, благородничеството се присъжда от монарха или за големи заслуги, или се получава по наследство заради заслугите на прадедите. По правило то е наследствено, има обаче изключения, когато то е давано от монарха само за пожизнено ползване.
Терминът „аристокрация“ е въведен от древногръцките философи – Платон, Аристотел.
Изразът „синя кръв“ за първи път е употребен в Англия през 1834 г., за да отличи потомци с „чиста“ и благородническа кръв.
Едмънд Бърк пише:
| „ | Аристокрацията е изящен орнамент към гражданското общество. Тя е коринтски капител на изисканото общество… връзката, която споява поколенията на нацията. | “ |